# Leucopholis
Leucopholis  es un género de coleópteros escarabeidos. Es el único género de la subtribu Leucopholina que contiene las siguientes especies.

## Especies seleccionadas
- Leucopholis aberrans
- Leucopholis armata
- Leucopholis asactopholis
- Leucopholis bakeri
- Leucopholis brenskei	Nonfried 1906
- Leucopholis burmeisteri	Brenske 1894
- Leucopholis castelnaui
- Leucopholis celebensis
- Leucopholis cingulata
- Leucopholis coneophora
- Leucopholis crassa
- Leucopholis curvidens
- Leucopholis diffinis